# Bronwyn Eagles
 Bronwyn Eagles (Camden, 23 augustus 1980) is een Australische atlete, die is gespecialiseerd in het kogelslingeren. Eenmaal nam ze deel aan de Olympische Spelen, maar bleef medailleloos. Ze werd zes keer Australisch kampioene in het kogelslingeren.

## Biografie
In 2001 behaalde Eagles een bronzen medaille op de wereldkampioenschappen met een beste worp van 68,87 m (achter Yipsi Moreno en Olga Koezenkova). Op de Gemenebestspelen 2002 liet Bronwyn Eagles een beste worp van 65,24 optekenen, goed voor de zilveren medaille (achter Lorraine Shaw).
Op de Olympische Spelen van 2004 in Athene gooide ze de kogel 64,09 ver, maar hiermee geraakte ze niet door de kwalificaties.
In 2006 nam ze afscheid van de atletiek, maar in 2008 maakte ze haar comeback. Datzelfde jaar werd ze een vijfde keer Australisch kampioene, gevolgd door een zesde titel in 2009. In 2010 werd ze Oceanisch kampioen met een afstand van 62,99 m.

## Titels
- Oceanisch kampioen kogelslingeren - 2010
- Australisch kampioene kogelslingeren – 2001, 2002, 2004, 2005, 2008, 2009

## Persoonlijke records
Outdoor
| Onderdeel      | Prestatie    | Datum            | Plaats   |
| -------------- | ------------ | ---------------- | -------- |
| kogelstoten    | 12,07 m      | 14 december 2001 | Canberra |
| kogelslingeren | 71,12 m (AR) | 6 februari 2003  | Adelaide |

## Palmares

### kogelslingeren
- 1998: 8e WJK – 56,77 m
- 2001:  WK – 68,87 m
- 2001:  IAAF Wereldatletiekfinale – 68,38 m
- 2002:  Gemenebestspelen – 65,24 m
- 2010:  Oceanische kampioenschappen - 62,99 m